# Pedro Barusco
Pedro José Barusco Filho, (7 de março de 1954), conhecido como Pedro Barusco é um engenheiro brasileiro, ex-Gerente Executivo de Engenharia da Petrobras, que tornou-se conhecido pelo envolvimento no escândalo de corrupção na estatal investigado pela Operação Lava Jato. Barusco era diretamente ligado ao então Diretor de Serviços Renato Duque.

## CPI da Petrobras
Em depoimentos na CPMI da Petrobras, Barusco afirmou que pagamento irregular era "endêmico" e "institucionalizado"’. Barusco disse ainda que, junto com seu antigo chefe, o ex-diretor de Serviços e Engenharia Renato Duque, recebeu pagamentos relativos a mais de 60 contratos firmados pela estatal e que Duque ficava com a maior parte da propina.
As declarações de Barusco foram incluídas pela Polícia Federal nos relatórios finais dos inquéritos relativos às empreiteiras Engevix e UTC Engenharia e Constran.

## Prisão e condenação
Pedro Barusco foi preso pela Polícia Federal na Operação Lava Jato por participação no esquema de desvios de recursos da estatal. Em sua delação premiada, Barusco afirmou ter feito uma "troca de propinas" com João Vaccari Neto. Barusco afirmou que possuía um "crédito" da empreiteira Schahin Engenharia.
Em setembro de 2015, foi condenado a 18 anos e quatro meses em regime aberto diferenciado, mas terá de usar tornozeleira eletrônica por dois anos, e não poderá sair de casa entre 20 horas e seis horas, além de prestar 30 horas de serviços comunitários por semana.

## Colaboração premiada e devolução de dinheiro
Após tornar-se delator do esquema em troca de redução de pena, comprometeu-se em devolver recursos enviados ao exterior, em contas na Suíça. Em 11 de maio de 2015, o Procurador-Geral da República, Rodrigo Janot, repassou ao presidente da Petrobras 157 milhões de reais desviados por Pedro Barusco.
Ao total, a Lava Jato conseguiu recuperar 182 milhões de reais, somente da parte de Pedro Barusco, no esquema. Além dos 157 milhões de reais já recuperados, há ainda 43 milhões de reais em dólares (USD 12.459.685,51), euros (EUR 222.191,59) e francos suíços (CHF 1.118.606,43) que precisam ser convertidos e também serão depositados na conta da 13ª vara Federal de Curitiba para posteriormente ser repassado à estatal.